# Bibliothèque centrale de l'école normale supérieure de Libreville
 (janvier 2014).
Si vous disposez d'ouvrages ou d'articles de référence ou si vous connaissez des sites web de qualité traitant du thème abordé ici, merci de compléter l'article en donnant les références utiles à sa vérifiabilité et en les liant à la section « Notes et références ».
La Bibliothèque centrale de l'école normale supérieure de Libreville (B.C.E.N.S) a été créée en 1976.
Elle est située au sein du bâtiment polyvalent implanté à l'arrière de l'institution. 
L'histoire de sa création étant liée à celle de l'ouverture de l'établissement, la Bibliothèque de l'E.N.S a pour mission d'assurer l'égalité à la lecture et aux sources documentaires.
Elle est constituée de trois fonds documentaires composés d'environ sept mille ouvrages.